# تشارلز هاغان
تشارلز هاغان (بالإنجليزية: Charles Hagan) هو لاعب كرة قدم بريطاني، ولد في 6 سبتمبر 2001.